# کان ۱۱
کان ۱۱ (به انگلیسی: KAN 11) (عبری: כּאן ۱۱‎)، یک کانال تلویزیونی آزاد و رایگان متعلق به دولت اسرائیل است که در سال ۲۰۱۷ تأسیس شد. این شبکه متعلق به شرکت عمومی پخش‌همگانی اسرائیل است. کانال کان قبلاً به عنوان کانال اول شناخته می‌شد. این کانال یکی از کانال‌های تلویزیونی در اسرائیل و یکی از شش تلویزیون زمینی در این کشور است (به همراه کشت ۱۲، رشیت ۱۳، ماکان ۳۳ و کانال کنست). که توسط شرکت پخش همگانی عمومی اسرائیل اداره می‌شود. کان ۱۱ پخش خود را از ۱۵ مه ۲۰۱۷ آغاز کرد.
بین ۴ ژوئن تا ۳ اوت ۲۰۱۷، این کانال برخی از مطالب تلویزیون آموزشی اسرائیل را پخش کرد.
از زمان راه اندازی، کانال با فرمت اچ‌دی پخش می‌شد. در نوامبر ۲۰۱۷، کان ۱۱ محتوای خود را به وضوح ۴کی (اولترا اچ‌دی) در کانال دوم دیگری ارتقا داد.

## تولیدات
کانال کان ۱۱ نمایش‌های اورجینال مختلفی را تولید کرده‌است، از جمله اقتباس‌های اسرائیلی از تعقیب، کارپول کارکائوکه و همچنین بسیاری از تولیدات داخلی دیگر.

### اخبار و امور جاری
- Evening News (Hadashot Erev) - اصلی‌ترین برنامه خبری به میزبانی دوریا لامپل (برنامه اصلی خبر نیز هر شب در رادیو "Kan Bet" پخش می‌شود و گاهی میریال رابینوویچ جایگزین Doria Lampel می‌شود)
- "Erev Erev" (هر شب) - به میزبانی داو گیلهر، کرن اوزان و رینات اسپیواک
- اخبار شبانه - با میزبانی Romi Neumark
- Real Time with Assaf Liberman (Investigations)
- Friday at 5pm - با میزبانی توسط Uri Levi
- اخبار هفته (مجله هفتگی، جایگزین "یومان" - The Log)
- شنبه نیوز - برنامه اخبار یکشنبه شب
- هاولام هایوم (جهان امروز) - به میزبانی موآو واردی (یک مجله خبری بین‌المللی).
- مهاتساد هاشنی (از آن طرف) -به میزبانی گای ظهر.
- Mishakei Hakis (بازی‌های جیبی) - میزبان Shaul Amsterdamsky (مجله اخبار مالی)

### سرگرمی
- Culture Agent
- Ad Kan!-برنامه ای طنز دربارهٔ اوضاع سیاسی اسرائیل.
- Carpool Karaoke - به میزبانی نیکی گلدشتاین (بر اساس بخش در برنامه آخر آخر شب با جیمز کوردن)
- The Container - توسط Itai Mautner میزبانی می‌شود
- The Chase (Hebrew: המרדף, Ha-Mirdaf) - میزبان ایدو روزنبلوم (بر اساس قالب انگلیسی)
- Paam Beshavua
- Halaila

### مستند
- Bein Hashmashot
- Ve Ha`aretz Hayta Toho Va Boho
- The storytellers Festival

### سریال‌های اسرائیلی که از کانال کان ۱۱ پخش می‌شدند

#### کمدی
- Zehu Ze! - داستان‌های طنز و طنز مختلف دربارهٔ زندگی در اسرائیل امروز (مخصوص دنیاگیری کووید ۱۹)
- Hayeudim Bayim -داستان‌های طنز و طنز مختلف در مورد دوره‌های مختلف تاریخ یهود.
- Kupa Rashit - یک کمدی دربارهٔ سوپرمارکت
- Shabas

#### اکشن
- تهران (مجموعه تلویزیونی) -دربارهٔ یک مأمور مخفی اسرائیلی در تهران.
- Maniac -یک سریال اکشن دربارهٔ پلیس.
- Valley of Tears

### سریال‌های بین‌المللی که از کانال کان ۱۱ پخش می‌شدند

#### درام و جنایی
- وثیقه (مجموعه تلویزیونی)
- Chicago Justice

#### کمدی
- Great News, مجموعه کمدی.
- جای خوب, مجموعه کمدی.

#### Diploma
- سیاره زمین ۲

#### سرگرمی
- مسابقه آواز یوروویژن

#### ورزشی
- جام جهانی فوتبال

## تکنولوژی
از زمان پخش در سال ۲۰۱۷، کانال در قالب HD پخش می‌شد و می‌توان با استفاده از جعبه مبدل تلویزیون دیجیتال زمینی آن را بصورت رایگان مشاهده کرد. در اکتبر ۲۰۱۷، کانال کان ۱۱ به اولین کانال پخش عمومی در اسرائیل تبدیل شد که پخش 4K را ارائه می‌دهد، نسخه ۴K کانال کان ۱۱ فقط در جریان بازی‌های رسمی جام جهانی فوتبال ۲۰۱۸ پخش می‌شود.